# Strada statale 94 (Polonia)
La strada statale 94 (sigla DK 94, in polacco droga krajowa 94) è una strada statale polacca che attraversa il Paese da Zgorzelec a Tarnów.